# Lith

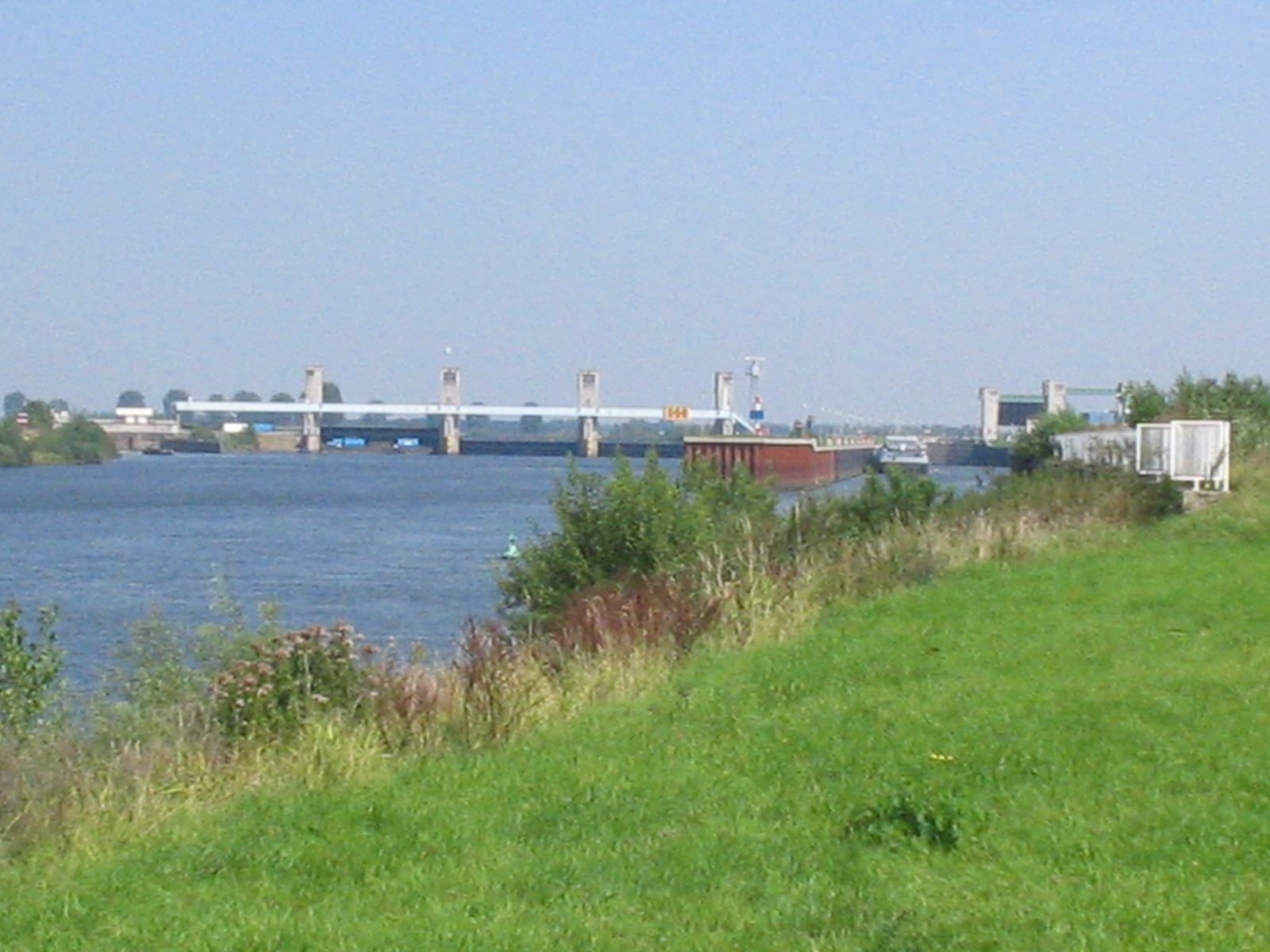
của dập nước công chúa Máxima Zorreguieta

Lith (phát âmⓘ) là một khu vực đô thị và thị xã của tỉnh Noord-Brabant, Hà Lan. Lith gồm có cũng làng quê Kessel, Lithoijen, Maren, Maren-Kessel, Oijen, Teeffelen và Het Wild.
Lith ở phía của sông Maas. Địa điểm nổi tiếng là của dập nước công chúa Máxima Zorreguieta.

## Địa lý học
Hướng tây Lith là ướng thị xã Maasdriel, tỉnh Gelderland. Về hướng đông là thị xã Oss. Phương bấc là thị xã West Maas en Waal, tỉnh Gelderland. Về phương nam là thị xã 's-Hertogenbosch và Maasdonk.